# Primera División de Venezuela 1974
La temporada 1974 de Primera División fue la décima octava edición de la máxima categoría del Fútbol Profesional Venezolano

## Equipos participantes
Fue jugada por los ocho equipos de la temporada anterior; el Tiquire Aragua y la U.D. Canarias se fusionan formando el Tiquire-Canarias
| Club                  | Estado           |
| --------------------- | ---------------- |
| Anzoátegui F.C.       | Anzoátegui       |
| Deportivo Galicia     | Distrito Federal |
| Deportivo Italia      | Distrito Federal |
| Deportivo Portugués   | Distrito Federal |
| Estudiantes de Mérida | Mérida           |
| Portuguesa F.C.       | Portuguesa       |
| Tiquire-Canarias      | Aragua           |
| Valencia F.C.         | Carabobo         |

## Historia
El Deportivo Galicia conquistó su cuarta corona. El Portuguesa F.C. fue segundo, luego de un desempate con el Galicia.
El torneo se dividió en dos (2) etapas. La Primera Fase fue de cuatro (4) rondas. Los primeros cuatro (4) equipos de la etapa clasificaron a la Ronda Final a una única ronda. Debido a que en la ronda final (llamada también "Cuadrangular final") los dos primeros equipos finalizaron empatados, se realizó una final absoluta con partidos de idea y vuelta entre el Deportivo Galicia y el Portuguesa FC en diciembre de 1974.
El máximo goleador fue el uruguayo José Chiazzaro del Estudiantes de Mérida, con 15 goles.

Deportivo Galicia

Campeón
4.º título

## Temporada regular

### Clasificación
|    | Equipo                | PTS | PJ | PG | PE | PP | GF | GC | DG  |
| -- | --------------------- | --- | -- | -- | -- | -- | -- | -- | --- |
| 1. | Estudiantes de Mérida | 40  | 28 | 16 | 8  | 4  | 52 | 31 | 21  |
| 2. | Deportivo Galicia     | 35  | 28 | 12 | 11 | 5  | 43 | 31 | 12  |
| 3. | Portuguesa F.C.       | 34  | 28 | 13 | 8  | 7  | 44 | 34 | 10  |
| 4. | Anzoátegui F.C.       | 32  | 28 | 12 | 8  | 8  | 39 | 37 | 2   |
| 5. | Valencia F.C.         | 30  | 28 | 11 | 8  | 9  | 44 | 30 | 14  |
| 6. | Tiquire Canarias      | 30  | 28 | 11 | 8  | 9  | 44 | 30 | 14  |
| 7. | Deportivo Portugués   | 18  | 28 | 5  | 8  | 15 | 33 | 55 | -22 |
| 8. | Deportivo Italia      | 16  | 28 | 3  | 10 | 15 | 23 | 44 | -21 |

|  | Clasificados a la Fase final |

## Fase final

### Clasificación
|    | Equipo                | PTS | PJ | PG | PE | PP | GF | GC | DG |
| -- | --------------------- | --- | -- | -- | -- | -- | -- | -- | -- |
| 1. | Portuguesa F.C.       | 7   | 6  | 2  | 3  | 1  | 10 | 7  | 3  |
| 2. | Deportivo Galicia     | 7   | 6  | 2  | 3  | 1  | 7  | 6  | 1  |
| 3. | Estudiantes de Mérida | 6   | 6  | 3  | 0  | 3  | 4  | 5  | -1 |
| 4. | Anzoátegui F.C.       | 4   | 6  | 1  | 2  | 3  | 5  | 8  | -3 |

|  | Clasificados a la Final |

### Final
La Final fue disputada entre el Deportivo Galicia y el Portuguesa F.C.
| 8 de diciembre | Portuguesa F.C. | 1:1 | Deportivo Galicia | José Antonio Páez, Araure |  |

| 15 de diciembre | Deportivo Galicia | 1:0 (Global 2:1) | Portuguesa F.C. | Olímpico de la UCV, Caracas |  |

## Tabla acumulada
|    | Equipo                | PTS | PJ | PG | PE | PP | GF | GC | DG  |
| -- | --------------------- | --- | -- | -- | -- | -- | -- | -- | --- |
| 1. | Estudiantes de Mérida | 46  | 34 | 19 | 8  | 7  | 56 | 36 | 20  |
| 2. | Deportivo Galicia     | 45  | 36 | 15 | 15 | 5  | 52 | 38 | 14  |
| 3. | Portuguesa F.C.       | 42  | 36 | 15 | 12 | 9  | 53 | 41 | 12  |
| 4. | Anzoátegui F.C.       | 36  | 34 | 13 | 10 | 11 | 42 | 43 | -1  |
| 5. | Valencia F.C.         | 30  | 28 | 11 | 8  | 9  | 44 | 30 | 14  |
| 6. | Tiquire Canarias      | 30  | 28 | 11 | 8  | 9  | 44 | 30 | 14  |
| 7. | Deportivo Portugués   | 18  | 28 | 5  | 8  | 15 | 33 | 74 | -41 |
| 8. | Deportivo Italia      | 16  | 28 | 3  | 10 | 15 | 23 | 56 | -33 |

|  | Campeón, clasificado para la Copa Libertadores 1975.    |
|  | Subcampeón, clasificado para la Copa Libertadores 1975. |
|  | Desaparece al final de la temporada.                    |